# Župnija Višnja Gora
Župnija Višnja Gora je rimskokatoliška teritorialna župnija Dekanije Grosuplje Nadškofije Ljubljana.
Župnijska cerkev je posvečena svetemu Tilnu.

## Zgodovinski razvoj
Ozemlje današnje župnije Višnja Gora se prvič omenja kot vikariat Šentviške pražupnije leta 1389, ko je bil vikariat skupaj z župnijo Šentvid inkorpiriran Stiškemu samostanu. Vikariatska cerkev, ki je bila posvećena Lavretanski Materi Božji, se prvič omenja 1450. Že leta 1478 pa je sedež vikariata omenjen pri sedanji župnijski cerkvi sv. Tilna. Točnega podatka kdaj je vikariat postal samostojna župnija ni znano, vendar pa se župnika omenja že leta 1522.
Na področju župnije Višnja Gora je poleg današnje župnijske cerkve sv. Tilna, bilo prisotno še enajst cerkva, od katerih jih je danes še osem. Prva je bila že omenjena cerkev Lavretanske Matere Božje, ki je stala v Starem trgu pri Višnji Gori in je zatem, ko je izgubila sedež vikariata, ostala pokopališka cerkev. Opuščena je bila proti koncu 18. stoletja, v času jožefinskih reform, ko so ji podrli prezbiterij, ladjo pa so prezidali v ''Brodnikov'' hlev.
O drugi podružnični cerkvi sv. Lenarta, ki je ni več med podružnicami Višnjanjske fare, imamo še nekoliko manj podatkov. Sama cerkev sv. Lenarta se prvič omenja 1461 in je verjetno stala jugovzhodno od Starega Trga na griču, kjer se potok Trsteniščiča izliva v Višnjico. Ker cerkev patrocinija sv. Lenarta (oziroma tudi patrocinij sv. Notrburge), ni obsegala nobene hiše, so jo v 18. stoletju opustili in za njo ni ostalo nobenih sledi.
Kot zadnja cerkev, ki ne sodi več pod župnijo Višnja Gora pa je cerkev sv. Antona Padovanskega v Veliki Loki. Cerkev je bila zgrajena in posvečena leta 1940, danes pa omenjena cerkev spada pod župnijo Žalna.

## Cerkve
| #  | Fotografija | Cerkev                       | Kraj                 |
| -- | ----------- | ---------------------------- | -------------------- |
| 1. |             | Cerkev sv. Tilna (župnijska) | Višnja Gora          |
| 2. |             | Cerkev sv. Ane               | Višnja Gora          |
| 3. |             | Cerkev Žalostne Matere Božje | Dedni Dol            |
| 4. |             | Cerkev sv. Jakoba            | Velika Dobrava       |
| 5. |             | Cerkev sv. Magdalene         | Kriška vas           |
| 6. |             | Cerkev sv. Martina           | Zgornja Draga        |
| 7. |             | Cerkev sv. Ožbolta           | Leskovec             |
| 8. |             | Cerkev sv. Lenarta           | Nova vas             |
| 9. |             | Cerkev sv. Jurija            | Sela pri Višnji Gori |

## Osebnosti
- Baltazar Radlič (1533-1579), stolni pridigar, nabožni pisatelj, imenovan za ljubljanskega škofa
- Janez Čandek (ok. 1581-1624), jezuit, nabožni pisatelj
- Franc Anton Nierrnberger (1712-1784), slikar
- Franc Ksaver Tauffer (1733-1789), opat
- Janez Cigler (1792-1869), duhovnik, pisatelj
- Janko Skerbinc (1841-1928), skladatelj, organist
- Matej Holmar (1869-1945), skladatelj, organist

## Zanimivosti

### Farne spominske plošče
V župniji so postavljene Farne spominske plošče, na katerih so imena vaščanov iz okoliških vasi, ki so padli nasilne smrti na domobranski strani v letih 1942-1945. Skupno je na ploščah 98 imen. 